# 康定茶藨子
康定茶藨子（学名：Ribes vilmorinii var. pubicarpum）为虎耳草科茶藨子属下的一个变种。

## 扩展阅读
- 維基物種上的相關：康定茶藨子